# Anisotremus moricandi
El burrito rayado (Anisotremus moricandi) es una especie de pez de la familia Haemulidae, que se encuentra en el mar continental de Brasil, Colombia, Panamá y Venezuela.

## Hábitat
Vive en el mar, en aguas turbias costeras, entre 1,5 y 4,0 m de profundidad. Aparentemente evita las aguas transparentes.

## Descripción
Alcanza una longitud máxima de 18 cm. La cabeza es de color marrón oscuro con tonos dorados y una barra blanca posterior al ojo; el cuerpo es de color dorado, con seis bandas delgadas horizontales blancas a cada lado del cuerpo, tonos marrón y dos ocelos marrón oscuro en la superficie del pedúnculo caudal. Presenta siete u ocho hileras de escamas desde la base de la primera aleta dorsal espinosa hasta la línea lateral. Interior de la boca rojo.

## Alimentación
Se alimenta de crustáceos, gasterópodos, poliquetos y algas filamentosas.